# Отношения Гвинеи и Гвинеи-Бисау
Отношения Гвинеи и Гвинеи-Бисау — двусторонние дипломатические отношения между Гвинеей и Гвинеей-Бисау. Протяжённость государственной границы между странами составляет 421 км.

## История
Гвинея и Гвинеи-Бисау являются членами Экономического сообщества стран Западной Африки (ЭКОВАС). В 1990 году страны стали участницами программы создания единых вооружённых сил среди стран ЭКОВАС, которая получила название Группа мониторинга экономического сообщества стран Западной Африки (ЭКОМОГ). В 1999 году Сенегал и Гвинея направили войска в Гвинею-Бисау, чтобы свергнуть председателя Высшего совета военной хунты Гвинеи-Бисау Ансумане Мане.

## Торговля
В 2016 году Гвинея экспортировала в Гвинею-Бисау товаров на сумму 267 тысяч долларов США. Экспорт Гвинеи в Гвинею-Бисау: пластиковая продукция и пластиковые предметы домашнего обихода. За последний 21 год экспорт Гвинеи в Гвинею-Бисау увеличился в годовом исчислении на 10,5 %, с 32,5 тыс. долларов в 1995 году до 267 тыс. долларов в 2016 году. В 2016 году Гвинея-Бисау экспортировала в Гвинею товаров на сумму 2,96 тысячи долларов США. Экспорт Гвинеи-Бисау в Гвинею: автомобили и капуста. За последние 21 год экспорт Гвинеи-Бисау в Гвинею сократился в годовом исчислении на 14,7 %, с 84 тысяч долларов в 1995 году до 2,96 тысяч долларов в 2016 году.

## Дипломатические представительства
- Гвинея имеет посольство в Бисау[5].
- Гвинея-Бисау имеет посольство в Конакри[6].